# تيرينو ادرياتيكو 2013
تيرينو ادرياتيكو 2013 (بالإنجليزية: 2013 Tirreno–Adriatico)‏ هو سباق دراجات هوائية أقيم بتاريخ 6–12 مارس 2013، تكون السباق من 7 مراحل وامتدّ لمسافة 1060.1 كم بسرعة 37.670 كم/س، استغرق السباق 28 ساعة 08 دقيقة 17 ثانية. فاز به الإيطالي فينتشينزو نيبالي وحلّ ثانيا كريس فروم بينما حصل على المركز الثالث ألبيرتو كونتادور.

## الترتيب
| م                     | الدرّاج            | البلد           | الزمن                     |
| --------------------- | ----------------- | --------------- | ------------------------- |
| الفائز بالترتيب العام | فينتشينزو نيبالي  | إيطاليا         | 28 ساعة 08 دقيقة 17 ثانية |
| الثاني                | كريس فروم         | بريطانيا العظمى |                           |
| الثالث                | ألبيرتو كونتادور  | إسبانيا         |                           |
| حسب النقاط            | ألبيرتو كونتادور  | إسبانيا         | -                         |
| التسلق                | داميانو كيونقو    | إيطاليا         | -                         |
| أفضل شاب              | ميكال كوياتكووسكي | بولندا          | -                         |